# Willem Kalf

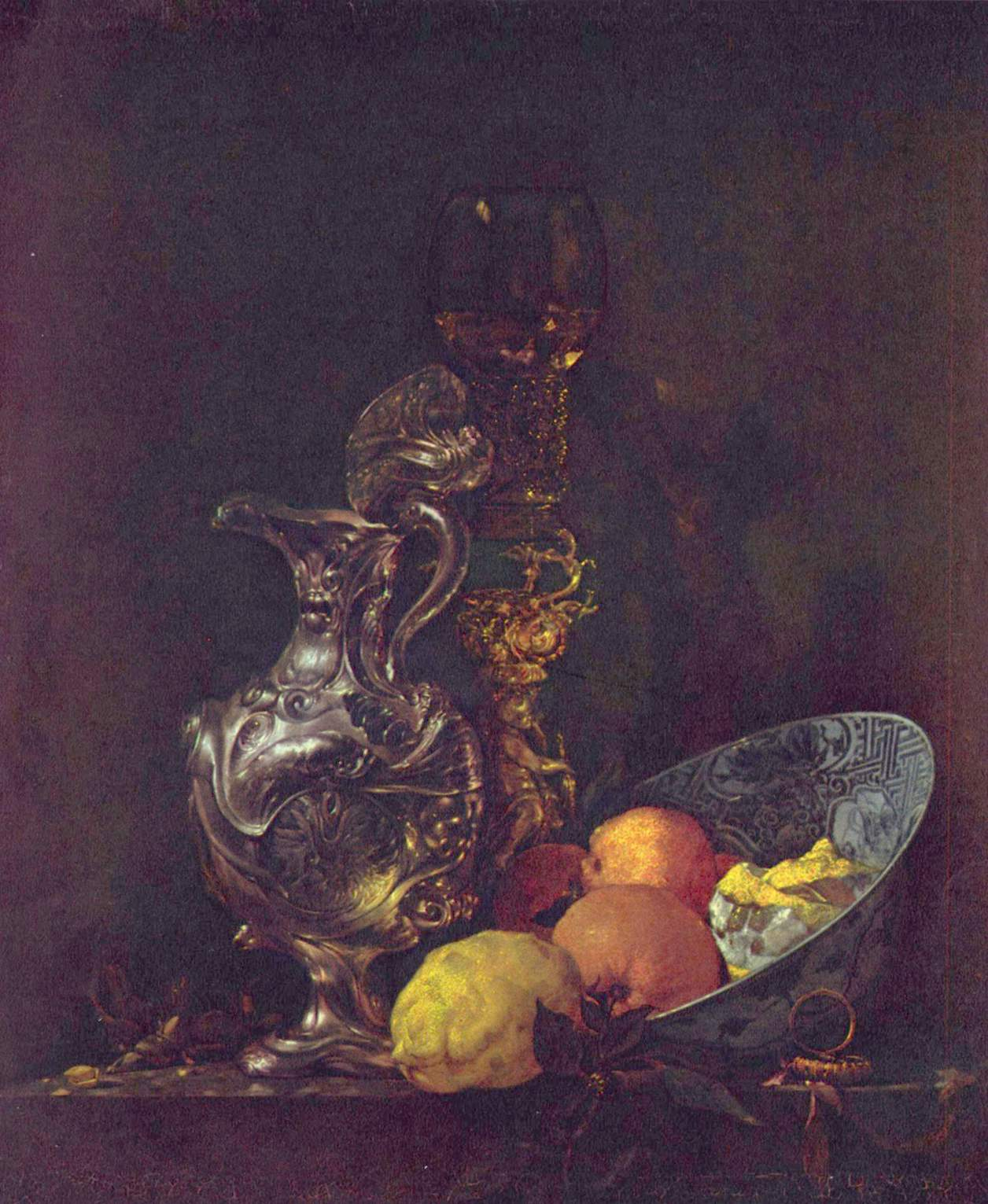
Stilleven met zilveren schenkkan. 1655-1660, Rijksmuseum, Amsterdam

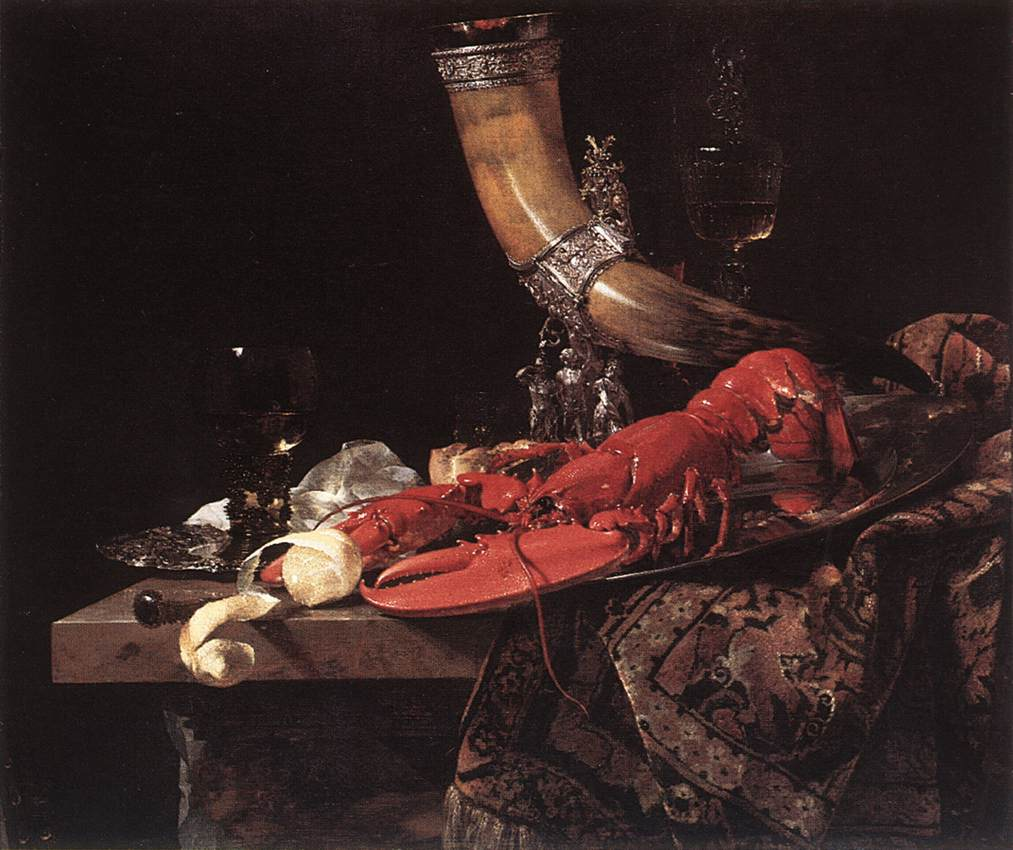
Stilleven met kreeft, ca. 1653, National Gallery, Londen

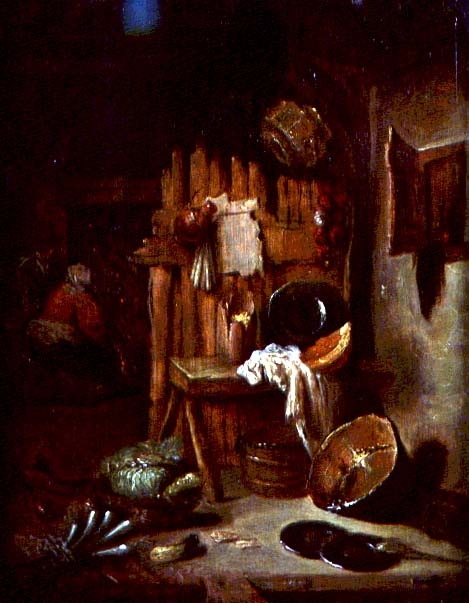
Boereninterieur, ca. 1640-1645, privéverzameling

Willem Kalf (Rotterdam, 3 november 1619 - Amsterdam, 31 juli 1693) was een Nederlandse kunstschilder.

## Leven en werk
Kalf schilderde keukeninterieurs en taferelen in en rond het boerenbedrijf, maar hij is vooral bekend geworden door zijn stillevens. Voorwerpen in zijn stillevens zijn van een verbluffende detaillering. Algemeen wordt hij beschouwd als de belangrijkste schilder van stillevens in de 17e eeuw. Aanvankelijk hadden zijn werken grijsbruine tinten. Latere composities waren rijker van kleur en voorzien van kostbaar glas- en zilverwerk, vaak tegen een donkere achtergrond. Hoewel hij verschillende soorten onderwerpen schilderde, waaronder bescheiden keukeninterieurs, berust Kalfs faam vooral op zijn fase met de pronkstillevens die begon rond de tijd van zijn aankomst in Amsterdam in 1653.
Hij werd opgeleid door Hendrick Pot en Frans Ryckhals en werd in zijn latere werk beïnvloed door Rembrandt. Na zijn vertrek naar Parijs in 1642 legde hij zich meer toe op het schilderen van stillevens. Na zijn verblijf in Parijs keerde hij in 1646 terug naar Nederland. In 1651 trouwde hij met de dichteres en prenttekenares Cornelia Pluvier, een ontwikkelde vrouw die volgens Constantijn Huygens klavecimbel speelde. Tot 1653 woonde Kalf met haar in Hoorn, vervolgens verhuisde hij naar Amsterdam. 
In 1672 werd hij betrokken bij de beoordeling van een collectie Italiaanse schilderijen, die Gerrit Uylenburgh aan de Grote Keurvorst had verkocht.
Kalf woonde aan het einde van zijn leven op de Binnenkant op het Nieuwe Waalseiland en had zich, volgens Arnold Houbraken, toegelegd op de kunsthandel. Zijn weduwe werd begraven in de Zuiderkerk, maar vanuit het Oudemannenhuis.

## Enkele werken
- Interieur van een schuur
- Stilleven met Chinese Terrine
- Boerderij-interieur met vrouw bij het vuur (1638)
- Drinkhoorn met kreeft en glazen (1653)
- Stilleven met wijnglas (1658)
- Stilleven met citroenschil (1659)

Kalfs werk bevindt zich in de collecties van onder meer de volgende musea:
- Museum Boijmans Van Beuningen
- Mauritshuis
- Rijksmuseum Amsterdam
- Suermondt-Ludwig-Museum, Aken
- Museum de Fundatie, Zwolle

## Tentoonstellingen
Kalfs werk is op de volgende tentoonstellingen te zien geweest:
- Willem Kalf 1619-1693, 25 november 2006 - 18 februari 2007, Museum Boijmans Van Beuningen.
- Painted light: the still-life paintings of Willem Kalf, 8 maart - 3 juni 2007, Suermondt-Ludwig Museum.
- Schönheit und Vergänglichkeit - Niederländische Stilleben aus dem Staatliche Museum Schwerin, 6 december 2007 - 17 februari 2008, Kunstforum der Berliner Volksbank, Berlijn.
- De magie der dingen, 20 maart - 17 augustus 2008, Städel Museum, Frankfurt.
- De magie der dingen, 5 september 2008 - 4 januari 2009, Kunstmuseum Bazel, Bazel.